# Wereldkampioenschap voetbal vrouwen onder 20 - 2008
Het Wereldkampioenschap voetbal onder 20 vrouwen - 2008 was de 4e editie van het FIFA Wereldkampioenschap voetbal onder 20 vrouwen en dat werd gehouden in Chili van 19 november 2008 tot en met 7 december 2008.
Aan dit toernooi deden 16 teams mee van de zes confederaties die strijden om de wereldtitel dat in chili werd gehouden. Chili was als gastheer al zeker van een plek in de eindronde. Noord-Korea is de titelhouder die China versloeg met 5-0 in de finale.

## Keuze van de FIFA
Op 15 september 2006 heeft de FIFA officieel medegedeeld dat Chili als gastheer is gekozen ,het zal de 3e keer zijn dat chili een Wereldkampioenschap voetbal organiseert na het wereldkampioenschap voetbal 1962 en wereldkampioenschap voetbal-20 in 1987. het besluit van de FIFA kwam als een verrassing bij Chili. Dat zich in Augustus 2005 kandidaat had gesteld voor het FIFA Wereldkampioenschap voetbal onder 17 vrouwen in 2008 dat uiteindelijk naar Nieuw-Zeeland ging.

## Geplaatste Teams
| Continent                             | Confederatie | Gekwalificeerd(e) landen               |
| ------------------------------------- | ------------ | -------------------------------------- |
| Azië                                  | AFC          | Noord-Korea Japan China                |
| Afrika                                | CAF          | Nigeria Congo-Kinshasa                 |
| Centraal, Noord-Amerika en de Cariben | CONCACAF     | Canada Verenigde Staten Mexico         |
| Zuid-Amerika                          | CONMEBOL     | Argentinië Brazilië                    |
| Oceanië                               | OFC          | Nieuw-Zeeland                          |
| Europa                                | UEFA         | Engeland Frankrijk Duitsland Noorwegen |
| Gastland                              | Gastland     | Chili                                  |

## Stadions
De volgende Stadions zijn geselecteerd voor het eindtoernooi.
- Francisco Sánchez Rumoroso Municipal Stadium, Coquimbo
- Nelson Oyarzún Arenas Municipal Stadium, Chillán
- La Florida Municipal Stadium, La Florida (Greater Santiago)
- Germán Becker Municipal Stadium, Temuco

| Coquimbo                                     | La Florida                      |
| -------------------------------------------- | ------------------------------- |
| Francisco Sánchez Rumoroso Municipal Stadium | La Florida Municipal Stadium    |
| Capiciteit: 18,000                           | Capiciteit: 12,000              |
|                                              |                                 |
|                                              |                                 |
| Chillán                                      | Temuco                          |
| Nelson Oyarzún Arenas Municipal Stadium      | Germán Becker Municipal Stadium |
| Capiciteit: 12,000                           | Capiciteit: 20,930              |
| (geen afbeeldingbeschikbaar)                 |                                 |

## Groepsfase
Alle tijden zijn lokaal (UTC−3)

### Groep A
| Team          | Pld | W | D | L | GF | GA | GD | Pts |
| ------------- | --- | - | - | - | -- | -- | -- | --- |
| Nigeria       | 3   | 2 | 1 | 0 | 6  | 3  | +3 | 7   |
| Engeland      | 3   | 1 | 2 | 0 | 4  | 2  | +2 | 5   |
| Nieuw-Zeeland | 3   | 1 | 1 | 1 | 7  | 7  | 0  | 4   |
| Chili         | 3   | 0 | 0 | 3 | 3  | 8  | −5 | 0   |

|                         |                  |          |                                         |                                                                           |
| 19 november, 2008 15:00 | Nieuw-Zeeland    | 2 – 3    | Nigeria                                 | Francisco Sánchez Rumoroso Stadium, Coquimbo Scheidsrechter: Tanja Schett |
| 19 november, 2008 15:00 | Percival 42' 52' | (Report) | Michael 31' Chukwudi 35' Chikwelu 90+2' | Francisco Sánchez Rumoroso Stadium, Coquimbo Scheidsrechter: Tanja Schett |

|                         |       |          |                        | |
| 19 november, 2008 21:00 | Chili | 0 – 2    | Engeland               | Francisco Sánchez Rumoroso Stadium, Coquimbo Toeschouwers: 15.045 Scheidsrechter: Jennifer Bennett |
| 19 november, 2008 21:00 |       | (Report) | Chaplen 54' Duggan 79' | Francisco Sánchez Rumoroso Stadium, Coquimbo Toeschouwers: 15.045 Scheidsrechter: Jennifer Bennett |

|                         |          |          |              |                                                                                 |
| 22 november, 2008 18:00 | Nigeria  | 1 – 1    | Engeland     | Francisco Sánchez Rumoroso Stadium, Coquimbo Scheidsrechter: Carol Anne Chenard |
| 22 november, 2008 18:00 | Orji 71' | (Report) | Dowie 45'+1' | Francisco Sánchez Rumoroso Stadium, Coquimbo Scheidsrechter: Carol Anne Chenard |

|                         |                                      |          |                                   |                                                                           |
| 22 november, 2008 21:00 | Chili                                | 3 – 4    | Nieuw-Zeeland                     | Francisco Sánchez Rumoroso Stadium, Coquimbo Scheidsrechter: Érika Vargas |
| 22 november, 2008 21:00 | Mardones 50' Pardo 83' Zamora 90'+2' | (Report) | White 20' 36' (pen) 74' Leota 66' | Francisco Sánchez Rumoroso Stadium, Coquimbo Scheidsrechter: Érika Vargas |

|                         |                              |          |       |                                                                                      |
| 26 november, 2008 19:00 | Nigeria                      | 2 – 0    | Chili | Germán Becker Stadium, Temuco Toeschouwers: 18.125 Scheidsrechter: Bibiana Steinhaus |
| 26 november, 2008 19:00 | Guardado 15' (e.d.) Orji 41' | (Report) |       | Germán Becker Stadium, Temuco Toeschouwers: 18.125 Scheidsrechter: Bibiana Steinhaus |

|                         |              |          |                |                                                                                 |
| 26 november, 2008 19:00 | Engeland     | 1 – 1    | Nieuw-Zeeland  | La Florida Stadium, La Florida Toeschouwers: 8.661 Scheidsrechter: Sachiko Baba |
| 26 november, 2008 19:00 | Duggan 90+4' | (Report) | McLaughlin 27' | La Florida Stadium, La Florida Toeschouwers: 8.661 Scheidsrechter: Sachiko Baba |

### Groep B
| Team             | Pld | W | D | L | GF | GA | GD | Pts |
| ---------------- | --- | - | - | - | -- | -- | -- | --- |
| Verenigde Staten | 3   | 2 | 0 | 1 | 6  | 2  | +4 | 6   |
| Frankrijk        | 3   | 2 | 0 | 1 | 5  | 4  | +1 | 6   |
| China            | 3   | 1 | 1 | 1 | 2  | 2  | 0  | 4   |
| Argentinië       | 3   | 0 | 1 | 2 | 1  | 6  | −5 | 1   |

|                        |          |       |            |                                                                                         |
| 19 november 2008 12:00 | China    | 0 – 0 | Argentinië | Nelson Oyarzún Arenas Stadium, Chillán Toeschouwers: 3500 Scheidsrechter: Gyoengyi Gaal |
| 19 november 2008 12:00 | (Report) |       |            | Nelson Oyarzún Arenas Stadium, Chillán Toeschouwers: 3500 Scheidsrechter: Gyoengyi Gaal |

|                        |           |          |                           |                                                                                            |
| 19 november 2008 15:00 | Frankrijk | 0 – 3    | Verenigde Staten          | Nelson Oyarzún Arenas Stadium, Chillán Toeschouwers: 4.300 Scheidsrechter: Jacqui Melksham |
| 19 november 2008 15:00 |           | (Report) | Morgan 53' Leroux 56' 71' | Nelson Oyarzún Arenas Stadium, Chillán Toeschouwers: 4.300 Scheidsrechter: Jacqui Melksham |

|                        |                            |          |            |                                                                         |
| 22 november 2008 12:00 | Verenigde Staten           | 3 – 0    | Argentinië | Nelson Oyarzún Arenas Stadium, Chillán Scheidsrechter: Cristina Ionescu |
| 22 november 2008 12:00 | Edwards 11' Morgan 53' 90' | (Report) |            | Nelson Oyarzún Arenas Stadium, Chillán Scheidsrechter: Cristina Ionescu |

|                        |       |          |                         |                                                                      |
| 22 november 2008 15:00 | China | 0 – 2    | Frankrijk               | Nelson Oyarzún Arenas Stadium, Chillán Scheidsrechter: Therese Sagno |
| 22 november 2008 15:00 |       | (Report) | Delie 70' Le Sommer 87' | Nelson Oyarzún Arenas Stadium, Chillán Scheidsrechter: Therese Sagno |

|                        |                  |          |                   |                                                            |
| 26 november 2008 16:00 | Verenigde Staten | 0 – 2    | China             | Germán Becker Stadium, Temuco Scheidsrechter: Tanja Schett |
| 26 november 2008 16:00 |                  | (Report) | Zhang 52' Liu 58' | Germán Becker Stadium, Temuco Scheidsrechter: Tanja Schett |

|                        |            |          |                                 |                                                                   |
| 26 november 2008 16:00 | Argentinië | 1 – 3    | Frankrijk                       | La Florida Stadium, La Florida Scheidsrechter: Carol Anne Chenard |
| 26 november 2008 16:00 | Jaimes 42' | (Report) | Le Sommer 65' 80' Machart 90+3' | La Florida Stadium, La Florida Scheidsrechter: Carol Anne Chenard |

### Groep C
| Team           | Pld | W | D | L | GF | GA | GD  | Pts |
| -------------- | --- | - | - | - | -- | -- | --- | --- |
| Japan          | 3   | 3 | 0 | 0 | 7  | 2  | +5  | 9   |
| Duitsland      | 3   | 2 | 0 | 1 | 8  | 3  | +5  | 6   |
| Canada         | 3   | 1 | 0 | 2 | 5  | 4  | +1  | 3   |
| Congo-Kinshasa | 3   | 0 | 0 | 3 | 1  | 12 | −11 | 0   |

|                        |        |          |                     |                                                                    |
| 20 november 2008 16:00 | Canada | 0 – 2    | Japan               | La Florida Stadium, La Florida Scheidsrechter: Alexandra Ihringova |
| 20 november 2008 16:00 |        | (Report) | Goto 28' Tanaka 40' | La Florida Stadium, La Florida Scheidsrechter: Alexandra Ihringova |

|                        |                |          |                                                                    |                                                                                      |
| 20 november 2008 19:00 | Congo-Kinshasa | 0 – 5    | Duitsland                                                          | La Florida Stadium, La Florida Toeschouwers: 3.478 Scheidsrechter: Gabriela Bandeira |
| 20 november 2008 19:00 |                | (Report) | Kulig 7' Baunach 8' Kerschowski 43' Baneck 82' (pen.) Kulig 90'+1' | La Florida Stadium, La Florida Toeschouwers: 3.478 Scheidsrechter: Gabriela Bandeira |

|                        |                 |       |                         |                                                               |
| 23 november 2008 18:00 | Duitsland       | 1 – 2 | Japan                   | La Florida Stadium, La Florida Scheidsrechter: Bentla 'd Coth |
| 23 november 2008 18:00 | Kerschowski 61' |       | Koyama 41' Nagasato 83' | La Florida Stadium, La Florida Scheidsrechter: Bentla 'd Coth |

|                        |                                                    |       |                |                                                              |
| 23 november 2008 21:00 | Canada                                             | 4 – 0 | Congo-Kinshasa | La Florida Stadium, La Florida Scheidsrechter: Gyoengyi Gaal |
| 23 november 2008 21:00 | Riverso 1' Lam-Feist 40' Filigno 77' Armstrong 90' |       |                | La Florida Stadium, La Florida Scheidsrechter: Gyoengyi Gaal |

|                        |                        |          |               |                                                                                                  |
| 27 november 2008 19:00 | Duitsland              | 2 –1     | Canada        | Francisco Sánchez Rumoroso Stadium, Coquimbo Toeschouwers: 1.048 Scheidsrechter: Jacqui Melksham |
| 27 november 2008 19:00 | Schmidt 77' Schwab 90' | (Report) | Lam-Feist 81' | Francisco Sánchez Rumoroso Stadium, Coquimbo Toeschouwers: 1.048 Scheidsrechter: Jacqui Melksham |

|                        |                                           |          |                |                                                                                             |
| 27 november 2008 19:00 | Japan                                     | 3 –1     | Congo-Kinshasa | Nelson Oyarzún Arenas Stadium, Chillán Toeschouwers: 6.200 Scheidsrechter: Cristina Ionescu |
| 27 november 2008 19:00 | Mafuala 4' (e.d.) Ataeyama 10' Utsugi 78' | (Report) | Amani 6'       | Nelson Oyarzún Arenas Stadium, Chillán Toeschouwers: 6.200 Scheidsrechter: Cristina Ionescu |

### Groep D
| Team        | Pld | W | D | L | GF | GA | GD  | Pts |
| ----------- | --- | - | - | - | -- | -- | --- | --- |
| Brazilië    | 3   | 3 | 0 | 0 | 11 | 2  | +9  | 9   |
| Noord-Korea | 3   | 2 | 0 | 1 | 10 | 6  | +4  | 6   |
| Noorwegen   | 3   | 1 | 0 | 2 | 4  | 7  | −3  | 3   |
| Mexico      | 3   | 0 | 0 | 3 | 2  | 12 | −10 | 0   |

|                        |           |          |                    |                                                            |
| 20 november 2008 16:00 | Mexico    | 1 – 2    | Noorwegen          | Germán Becker Stadium, Temuco Scheidsrechter: Sachiko Baba |
| 20 november 2008 16:00 | Garza 28' | (Report) | Lund 26' Enget 76' | Germán Becker Stadium, Temuco Scheidsrechter: Sachiko Baba |

|                        |                                                |          |               |                                                                                      |
| 20 november 2008 19:00 | Brazilië                                       | 3 – 2    | Noord-Korea   | Germán Becker Stadium, Temuco Toeschouwers: 12.500 Scheidsrechter: Bibiana Steinhaus |
| 20 november 2008 19:00 | Janaina 45'+2' Erika 48' Francielle 66' (pen.) | (Report) | Ri 30' Ri 90' | Germán Becker Stadium, Temuco Toeschouwers: 12.500 Scheidsrechter: Bibiana Steinhaus |

|                        |                         |       |                     | |
| 23 november 2008 12:00 | Noord-Korea             | 3 – 2 | Noorwegen           | Germán Becker Stadium, Temuco Scheidsrechter: Jennifer Bennett Opmerking: Wedstrijd werd live uitgezonden op Eurosport |
| 23 november 2008 12:00 | Gyong 17' Sim 29' , 64' |       | Herlovsen 52' , 59' | Germán Becker Stadium, Temuco Scheidsrechter: Jennifer Bennett Opmerking: Wedstrijd werd live uitgezonden op Eurosport |

|                        |        |                                                                  |          | |
| 23 november 2008 15:00 | Mexico | 0 – 5                                                            | Brazilië | Germán Becker Stadium, Temuco Scheidsrechter: Alexandra Ihringova Opmerking: Wedstrijd werd live uitgezonden op Eurosport |
| 23 november 2008 15:00 |        | Pamela 4' Francielle 40' Diane 68' Ketlen 90+4' Ortiz 90+5' (ED) |          | Germán Becker Stadium, Temuco Scheidsrechter: Alexandra Ihringova Opmerking: Wedstrijd werd live uitgezonden op Eurosport |

|                        |                                        |          |            |                                                                          |
| 27 november 2008 16:00 | Noord-Korea                            | 5 – 1    | Mexico     | Nelson Oyarzún Arenas Stadium, Chillán Scheidsrechter: Carolina González |
| 27 november 2008 16:00 | Ryom 9' Pak 17' Choe 39' Ri 53' Ri 66' | (Report) | Corral 84' | Nelson Oyarzún Arenas Stadium, Chillán Scheidsrechter: Carolina González |

|                        |           |          |                                 |                                                                           |
| 27 november 2008 16:00 | Noorwegen | 0 – 3    | Brazilië                        | Francisco Sánchez Rumoroso Stadium, Coquimbo Scheidsrechter: Érika Vargas |
| 27 november 2008 16:00 |           | (Report) | Érika 39' Daiane 80' Pamela 83' | Francisco Sánchez Rumoroso Stadium, Coquimbo Scheidsrechter: Érika Vargas |

## Knock-outfase
|  | Kwartfinale            | Kwartfinale          |                        |   | Halve Finale           | Halve Finale           |   |  | Finale | Finale |
|  |                        |                      |                        |   |                        |                        |   |  |        |        |
|  | 30 november, Coquimbo  |                      |                        |   |                        |                        |   |  |        |        |
|  |                        |                      |                        |   |                        |                        |   |  |        |        |
|  | Nigeria                | 2                    |                        |   |                        |                        |   |  |        |        |
|  | Nigeria                | 2                    | 4 december, Temuco     |   |                        |                        |   |  |        |        |
|  | Frankrijk              | 3                    |                        |   |                        |                        |   |  |        |        |
|  | Frankrijk              | 3                    | Frankrijk              | 1 |                        |                        |   |  |        |        |
|  | 1 december, La Florida |                      | Frankrijk              | 1 |                        |                        |   |  |        |        |
|  |                        | Noord-Korea          | 2                      |   |                        |                        |   |  |        |        |
|  | Japan                  | Noord-Korea          | 2                      | 1 |                        |                        |   |  |        |        |
|  | Japan                  |                      | 7 december, La Florida | 1 |                        |                        |   |  |        |        |
|  | Noord-Korea            | 2                    |                        |   |                        |                        |   |  |        |        |
|  | Noord-Korea            | 2                    | Noord-Korea            | 1 |                        |                        |   |  |        |        |
|  | 30 november, Chillán   |                      | Noord-Korea            | 1 |                        |                        |   |  |        |        |
|  |                        | Verenigde Staten     | 2                      |   |                        |                        |   |  |        |        |
|  | Verenigde Staten       | Verenigde Staten     | 2                      | 3 |                        |                        |   |  |        |        |
|  | Verenigde Staten       | 4 december, Coquimbo |                        | 3 |                        |                        |   |  |        |        |
|  | Engeland               | 0                    |                        |   |                        |                        |   |  |        |        |
|  | Engeland               | 0                    | Verenigde Staten       | 1 | 3e/4e plaats           | 3e/4e plaats           |   |  |        |        |
|  | 1 december, Temuco     |                      | Verenigde Staten       | 1 | 3e/4e plaats           | 3e/4e plaats           |   |  |        |        |
|  |                        | Duitsland            | 0                      |   | 7 december, La Florida | 7 december, La Florida |   |  |        |        |
|  | Brazilië               | Duitsland            | 0                      | 2 | 7 december, La Florida | 7 december, La Florida |   |  |        |        |
|  | Brazilië               |                      |                        |   |                        | Frankrijk              | 3 |  |        |        |
|  | Duitsland              | 3                    |                        |   |                        | Frankrijk              | 3 |  |        |        |
|  | Duitsland              | 3                    | Duitsland              | 5 |                        |                        |   |  |        |        |
|  |                        |                      | Duitsland              | 5 |                        |                        |   |  |        |        |

### Kwartfinale
|                        |                     |           |                                            | |
| 30 november 2008 16:00 | Nigeria             | 2 – 3     | Frankrijk                                  | Francisco Sánchez Rumoroso Stadium, Coquimbo Toeschouwers: 12.363 Scheidsrechter: Jennifer Bennett |
| 30 november 2008 16:00 | Orji 13' Jegede 38' | (Verslag) | Machart 2' Le Sommer 49' Coton Pelagie 88' | Francisco Sánchez Rumoroso Stadium, Coquimbo Toeschouwers: 12.363 Scheidsrechter: Jennifer Bennett |

|                        |                               |           |          |                                                                                             |
| 30 november 2008 19:00 | Verenigde Staten              | 3 – 0     | Engeland | Nelson Oyarzún Arenas Stadium, Chillán Toeschouwers: 11.080 Scheidsrechter: Jacqui Melksham |
| 30 november 2008 19:00 | Winters 53' Leroux 81' 90'+4' | (Verslag) |          | Nelson Oyarzún Arenas Stadium, Chillán Toeschouwers: 11.080 Scheidsrechter: Jacqui Melksham |

|                       |              |           |                |                                                                                 |
| 1 december 2008 16:00 | Japan        | 1 – 2     | Noord-Korea    | La Florida Stadium, La Florida Toeschouwers: 8.614 Scheidsrechter: Tanja Schett |
| 1 december 2008 16:00 | Nagasato 39' | (Verslag) | Cha 22' Ra 60' | La Florida Stadium, La Florida Toeschouwers: 8.614 Scheidsrechter: Tanja Schett |

|                       |                                |           |                                  |                                                                                       |
| 1 december 2008 19:00 | Brazilië                       | 2 – 3     | Duitsland                        | Germán Becker Stadium, Temuco Toeschouwers: 12.854 Scheidsrechter: Carol Anne Chenard |
| 1 december 2008 19:00 | Schiewe 38' (e.d.) Adriane 88' | (Verslag) | Banecki 44' Bock 68' Banecki 82' | Germán Becker Stadium, Temuco Toeschouwers: 12.854 Scheidsrechter: Carol Anne Chenard |

### Halve finale
|                       |                   |           |                           |                                                                                       |
| 4 december 2008 16:00 | Frankrijk         | 1 – 2     | Noord-Korea               | Germán Becker Stadium, Temuco Toeschouwers: 13.184 Scheidsrechter: Carol Anne Chenard |
| 4 december 2008 16:00 | Coton Pelagie 51' | (Verslag) | Ri U.H. 68' Ri Y.G. 90+3' | Germán Becker Stadium, Temuco Toeschouwers: 13.184 Scheidsrechter: Carol Anne Chenard |

|                       |                  |           |           |                                                                                                |
| 4 december 2008 19:00 | Verenigde Staten | 1 – 0     | Duitsland | Francisco Sánchez Rumoroso Stadium, Coquimbo Toeschouwers: 15.548 Scheidsrechter: Sachiko Baba |
| 4 december 2008 19:00 | Leroux 21'       | (Verslag) |           | Francisco Sánchez Rumoroso Stadium, Coquimbo Toeschouwers: 15.548 Scheidsrechter: Sachiko Baba |

### Wedstrijd voor 3e plaats
|                       |                               |           |                                          |                                                                 |
| 7 december 2008 15:30 | Frankrijk                     | 3 – 5     | Duitsland                                | La Florida Stadium, La Florida Scheidsrechter: Jennifer Bennett |
| 7 december 2008 15:30 | Pervier 45+1' 75' Delie 90+2' | (Verslag) | Pollman 10' 29' 31' Simic 67' Schwab 80' | La Florida Stadium, La Florida Scheidsrechter: Jennifer Bennett |

### Finale
|                       |             |          |                       |                                                                                         |
| 7 december 2008 18:30 | Noord-Korea | 1 – 2    | Verenigde Staten      | La Florida Stadium, La Florida Toeschouwers: 12.000 Scheidsrechter: Alexandra Ihringova |
| 7 december 2008 18:30 | Cha 90+2'   | (Report) | Leroux 23' Morgan 42' | La Florida Stadium, La Florida Toeschouwers: 12.000 Scheidsrechter: Alexandra Ihringova |